# Kloster Posa

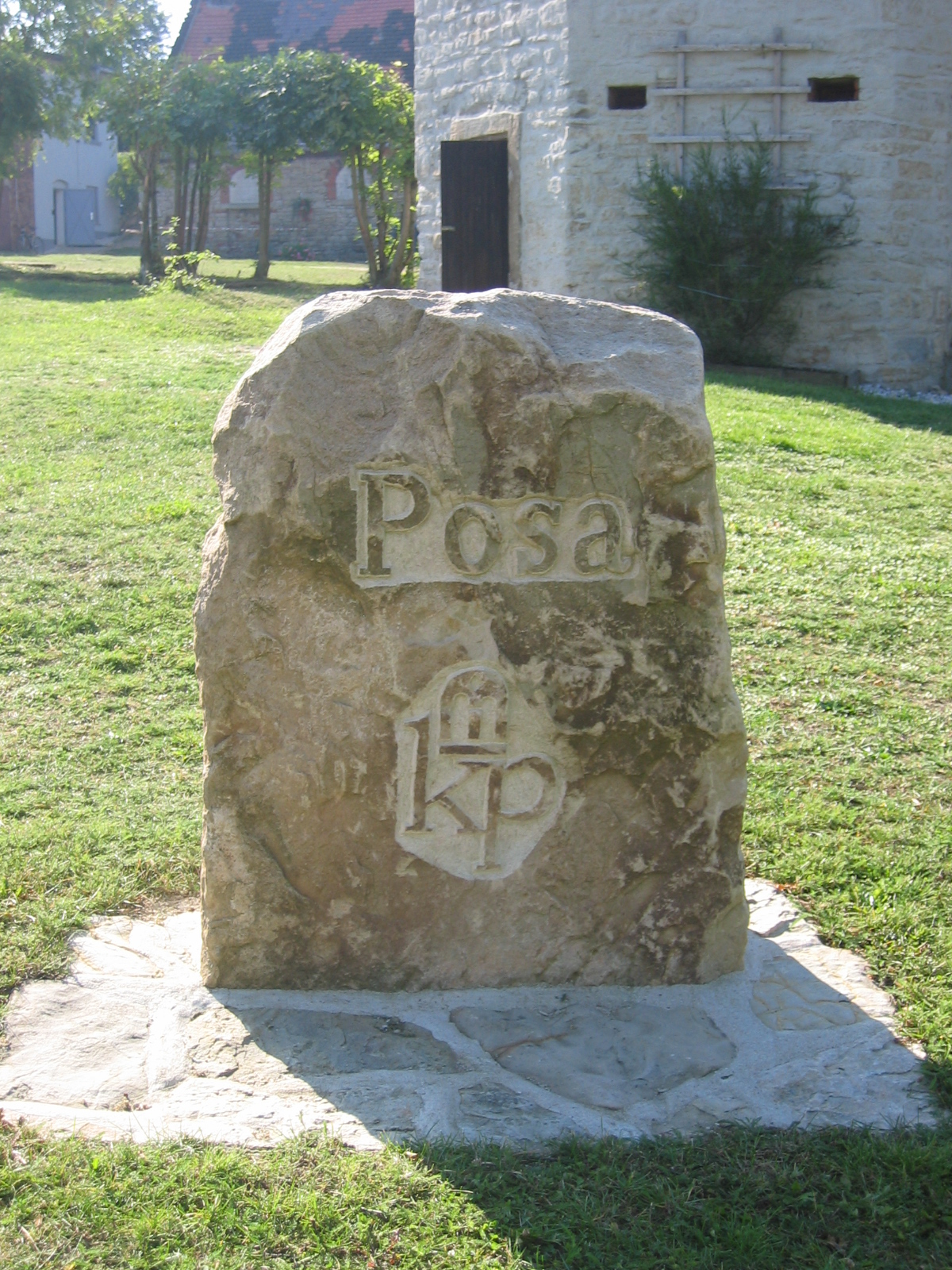
Namensstein

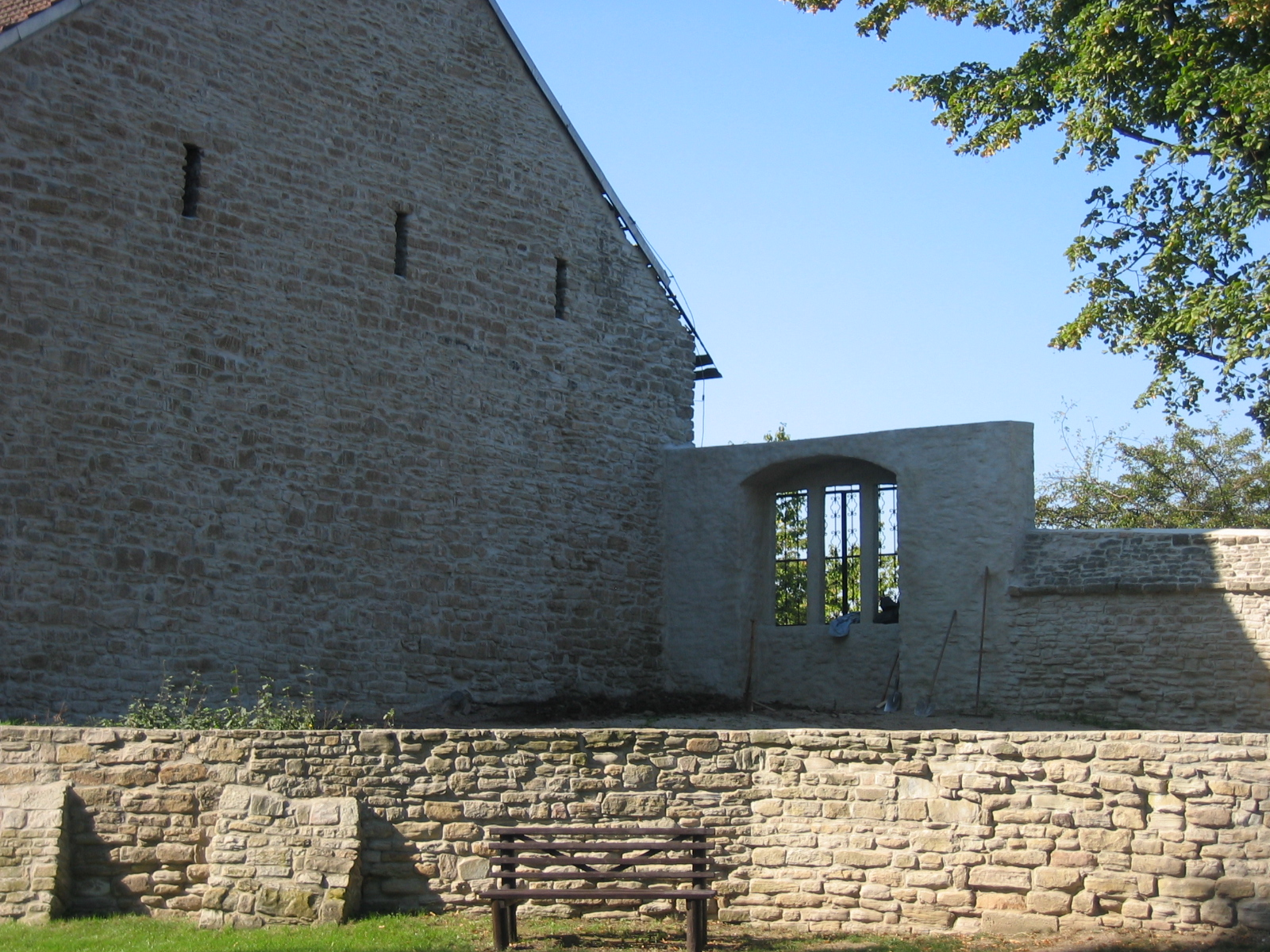
Außenmauer mit angrenzendem Garten

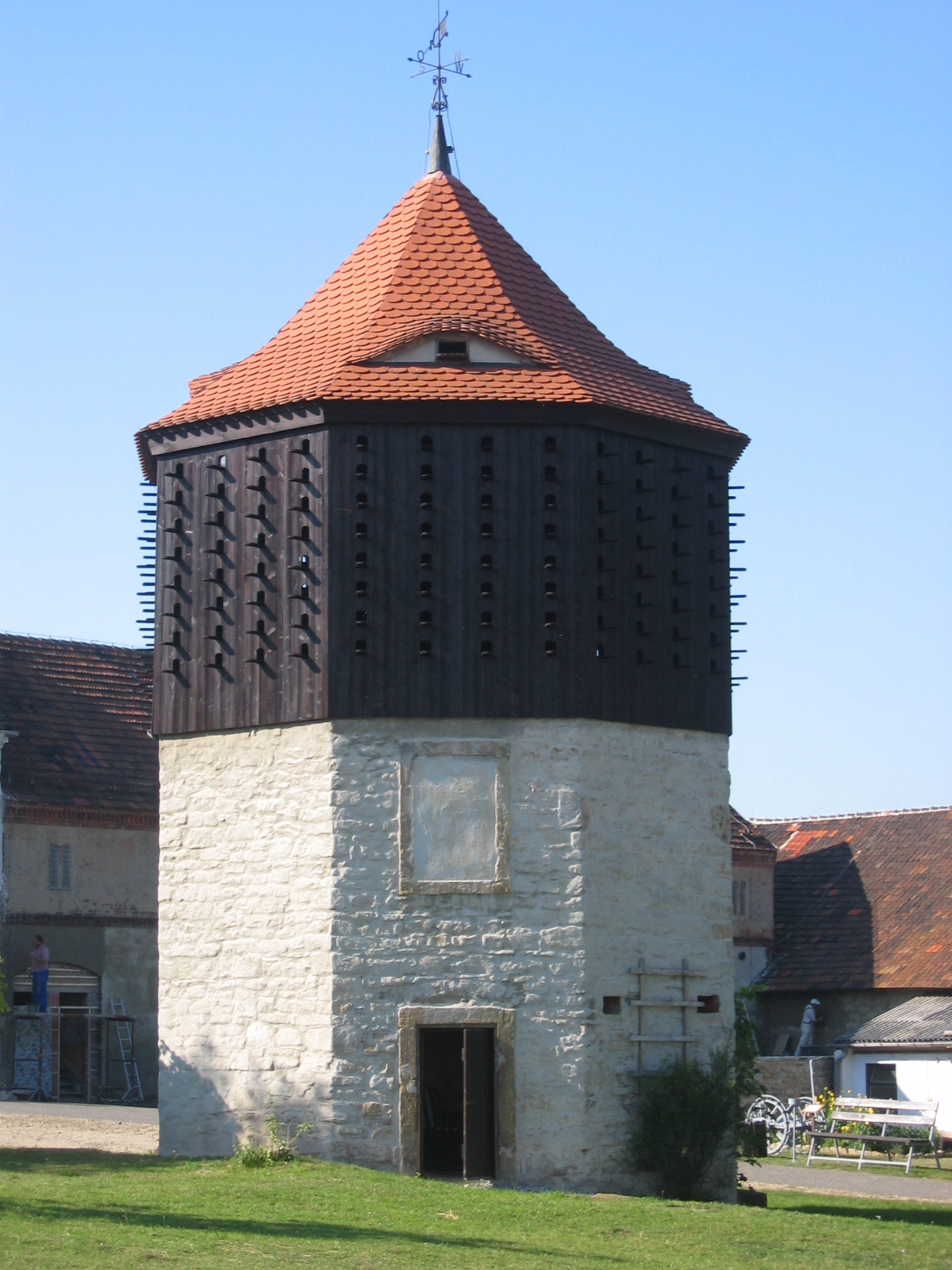
Taubenturm

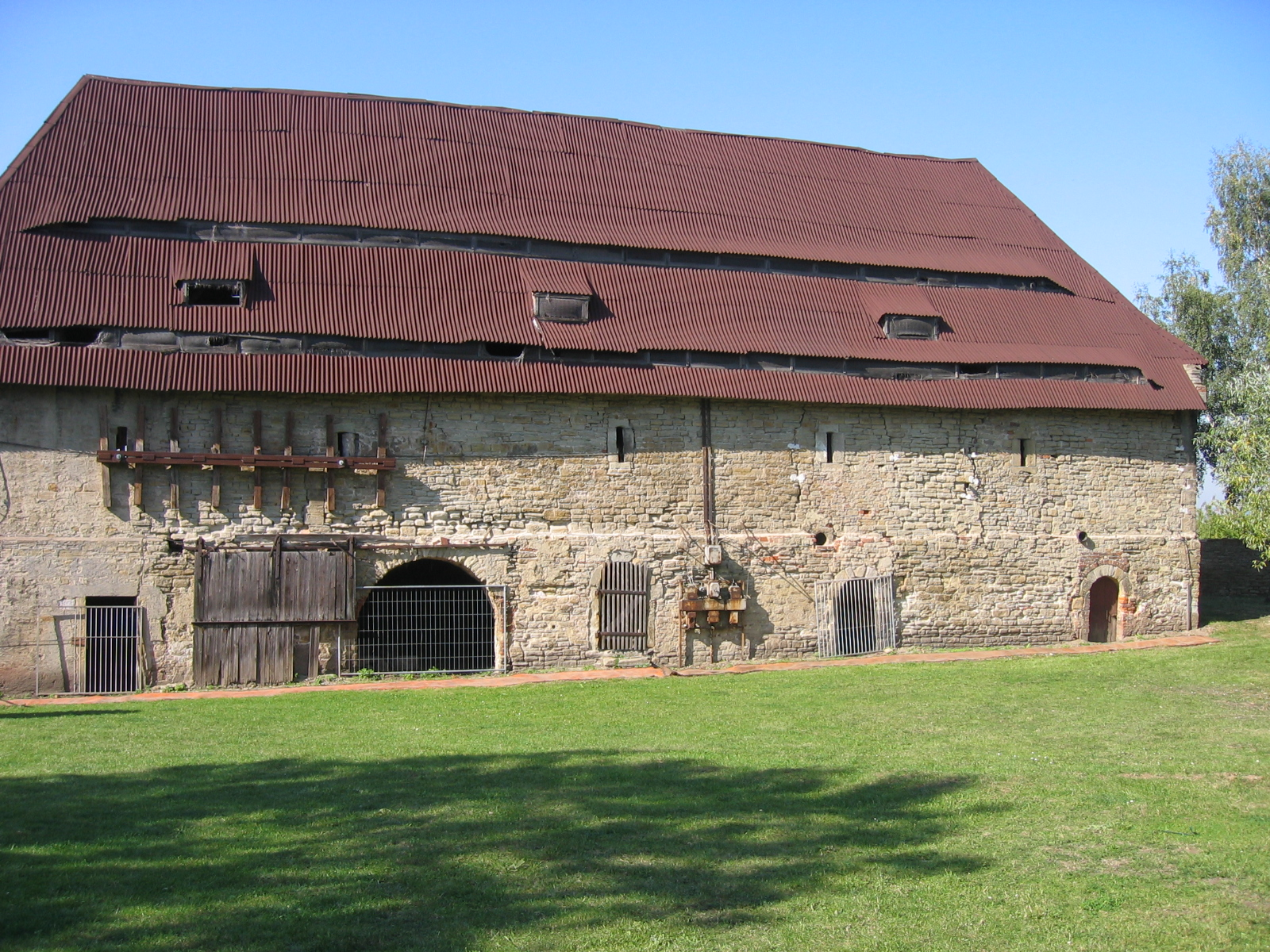
Sogenanntes „Abtshaus“

Das ehemalige Benediktinerkloster Posa, auch Bosau genannt, liegt im westlichen Randgebiet der Stadt Zeitz in Sachsen-Anhalt am Fockendorfer Grundbach und wurde auf der slawischen Gauburg Puonzowa errichtet, welche allgemein in das 9. und 10. Jahrhundert datiert wird. Die Gauburg bestand aus einer Hauptburg auf dem Bergsporn und einer Vorburg, die sich östlich der Kernburg auf der Hochfläche in Richtung Tröglitz erstreckte.

## Gründungslegende
Der Legende nach ist die Gründung dieser christlichen Einrichtung auf slawischem Boden einem Traum zu verdanken. In diesem sei einem zum Christentum bekehrten Slawen die Jungfrau Maria erschienen und habe ihn angehalten, dem Naumburger Bischof Dietrich I. das Gebot zur Gründung des Klosters auf dem Posaer Bergsporn, auf dem die ehemalige Gauburg stand, zu überbringen. Da der Bischof ihm nicht glaubte, sprach er zum Beweis das Gebet, welches Bischof Dietrich jeden Morgen still für sich abhielt.

## Geschichte

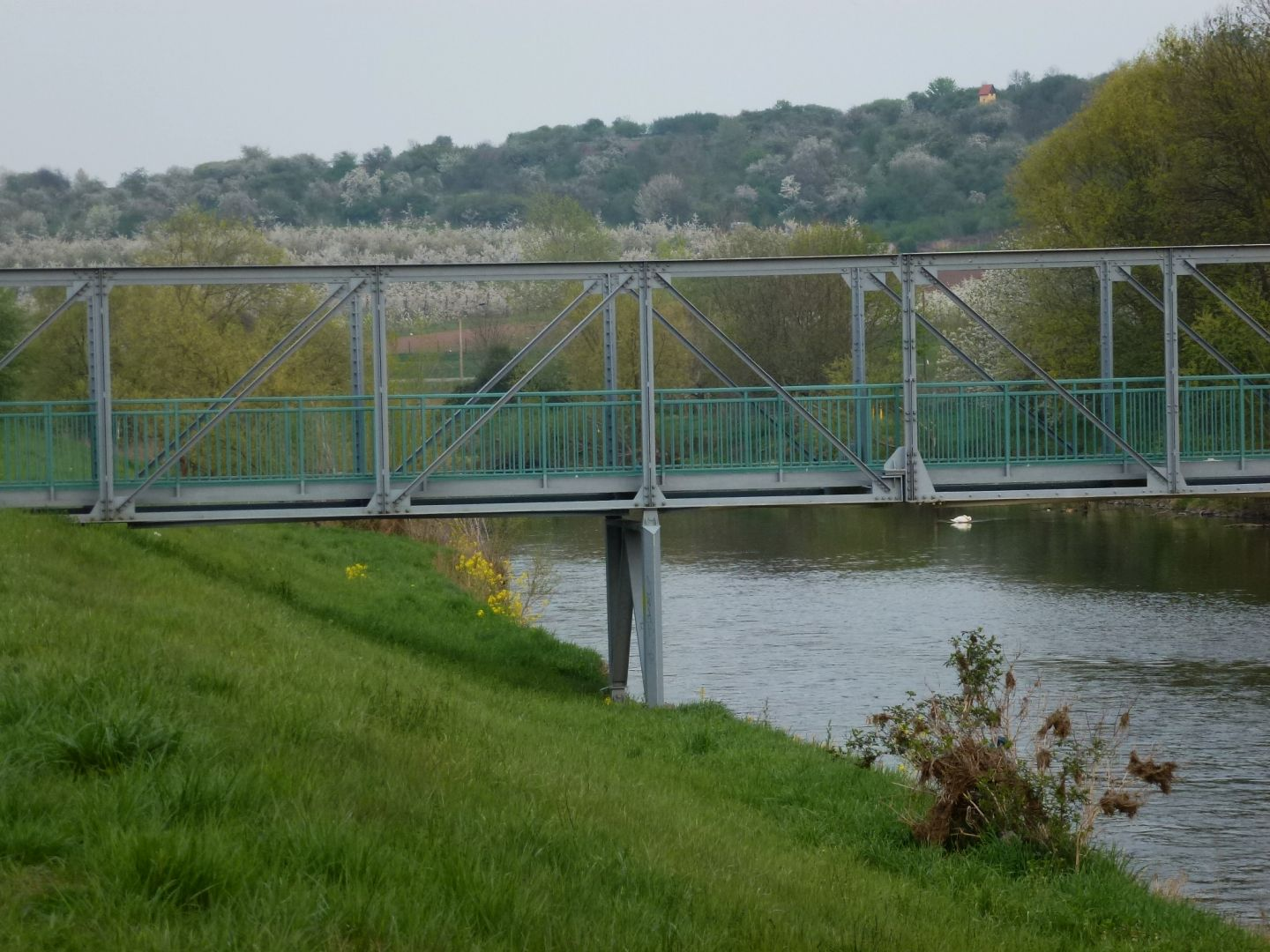
Obstplantage unterhalb des Klosters

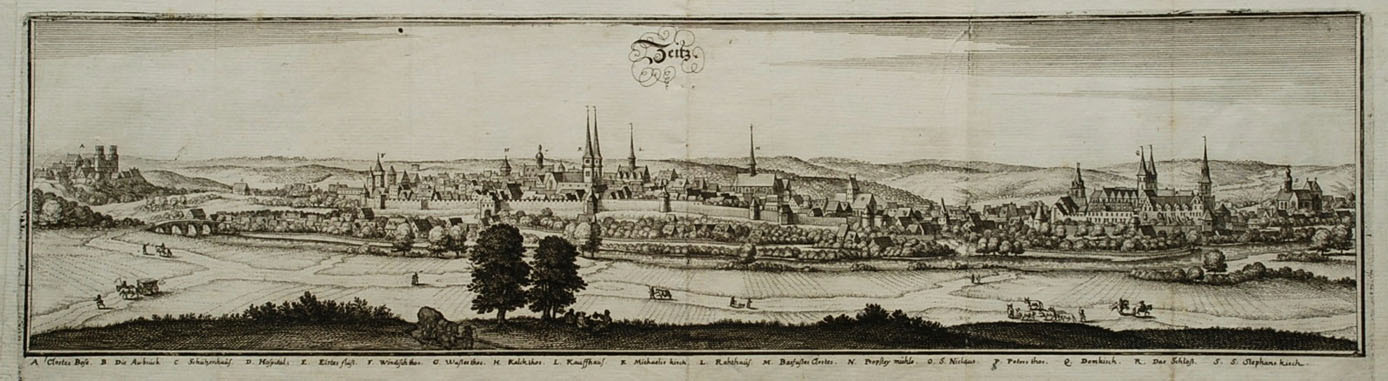
Stadtansicht von Zeitz mit Kloster Posa (ganz links), Merian-Stich 1650 nach älterer Zeichnung von Wilhelm Dilich

Am Tag von Mariä Geburt, dem 8. September 1114, wurde zunächst eine hölzerne Kapelle geweiht. 1115 begann der Bau einer steinernen Klosterkirche durch Hirsauer Mönche unter der Leitung von Abt Eck(en)bert. Der Hauptaltar wurde nach sieben Jahren Bauzeit, am 8. September 1121, durch Bischof Dietrich der Jungfrau Maria geweiht. 1122 war das gesamte Kloster fertiggestellt und umfasste insgesamt sieben Altäre.
Am 24. September 1123 wurde Bischof Dietrich, nach Wolfgang Hartmann ein Angehöriger des Adelsgeschlechts der Reginbodonen, von einem slawischen Laienbruder am Altar niedergestochen und starb drei Tage später an seinen Verletzungen. Durch diese Entweihung des Hauptaltars wurde eine erneute Weihung nötig, die im September 1124 durch die Bischöfe Richwin von Zeitz-Naumburg und Arnold von Merseburg vorgenommen wurde.
Nach einer Einigung am 12. Mai 1212 zwischen dem Markgrafen Dietrich von Meißen und dem Abt des Klosters Bosau verzichtete Letzterer gegen eine Entschädigung von 250 Mark auf Ansprüche gegenüber Stadt und Stadtkirche Zwickau.
Das Kloster wurde im Jahre 1573 im Zuge der Reformation aufgelöst.
Im Jahr 2014 fand eine 900-Jahr-Feier statt.

## Weinhof

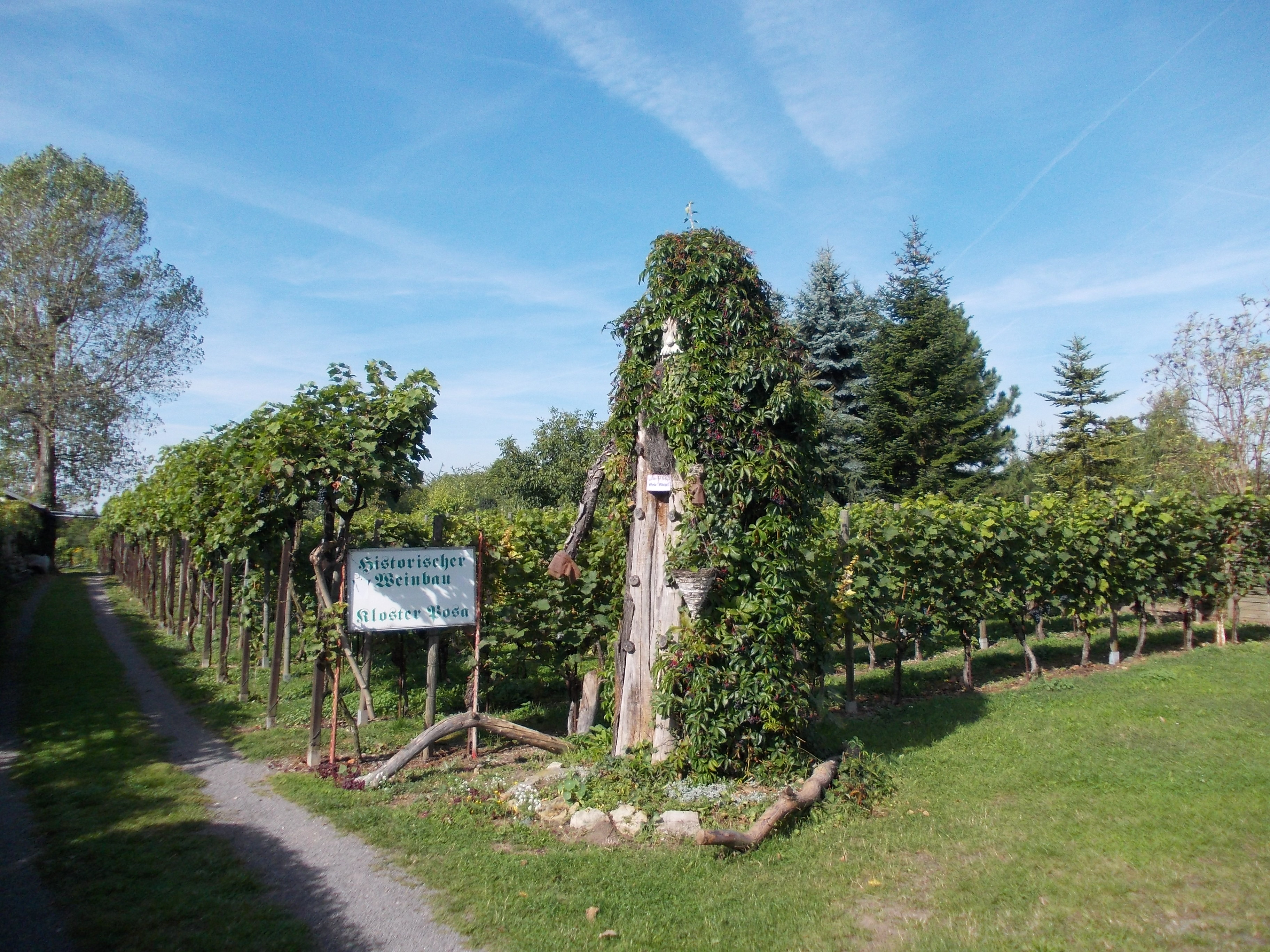
Historischer Weinberg

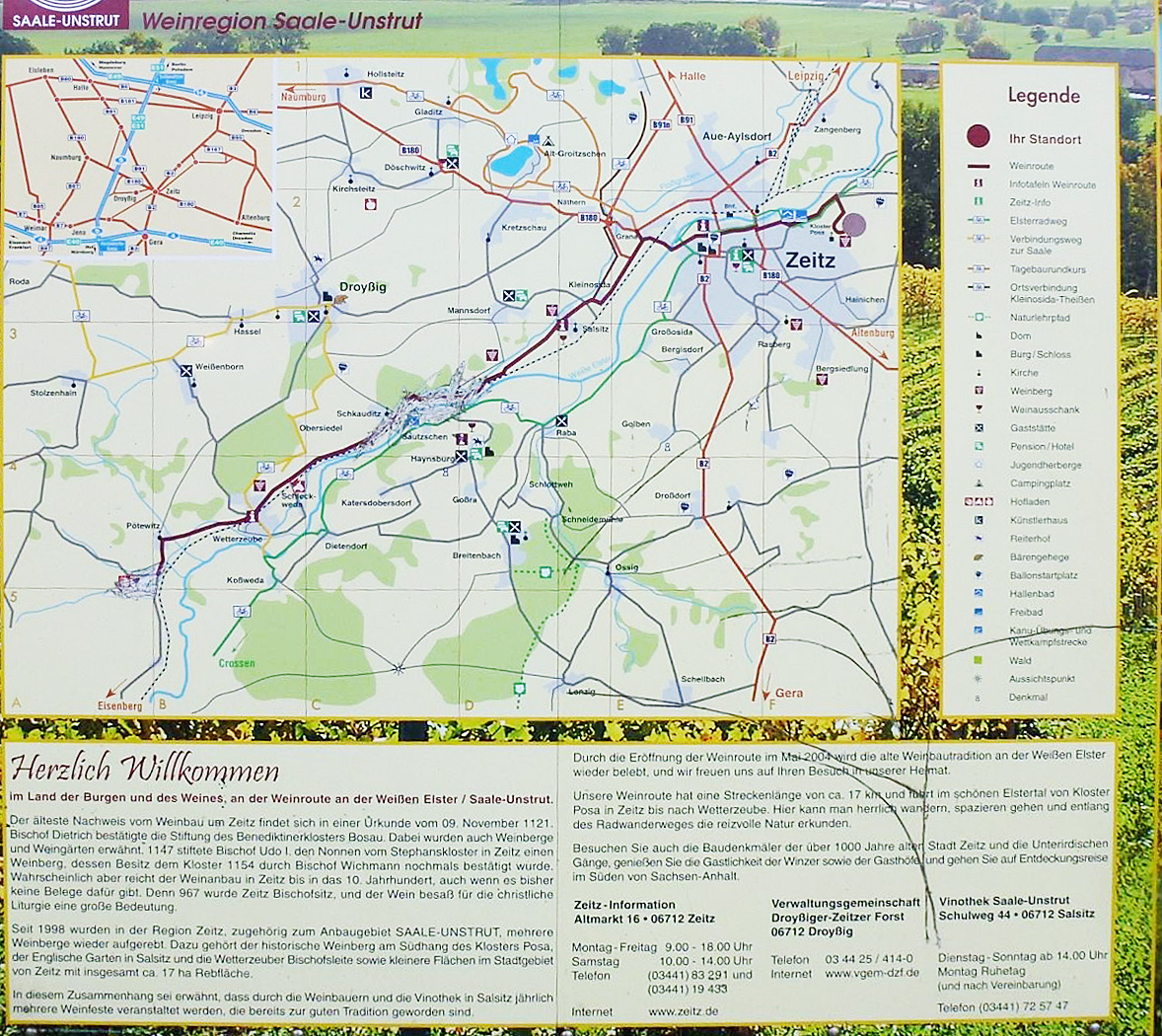
Infotafel zur Weinroute

Bis zum 18. Jahrhundert wurde am Kloster Wein angebaut. 1998 wurden u. a. vom Ministerpräsidenten die ersten Reben nach über 200 Jahren gepflanzt. Das Kloster ist derzeit der nördliche Endpunkt der Weinroute Weiße Elster.